# نبيلة إملول
نبيلة املول ولدت في 11 ديسمبر 1982 هي لاعبة كرة قدم جزائرية سابقة، لعبت في مركز الهجوم. وقد كانت ضمن صفوف منتخب الجزائر للسيدات.

## المسيرة مع الأندية
لعبت املول في الجزائر لصالح أندية إفازيون بجاية، ومركز الجزائر، ونادي بجاية.

## المسيرة الدولية
مثلت املول منتخب الجزائر للسيدات على المستوى الدولي خلال نسختين من كأس الأمم الأفريقية للسيدات وهما 2006 و2010.